# Marie-Adrienne Chameroy
Pour les articles homonymes, voir Chameroy.
Marie-Adrienne Chameroy, née le 5 mai 1779 à Paris où elle est morte le 15 octobre 1802, est une danseuse à l’Opéra de Paris.

## Biographie
Élève de Gardel, Marie-Adrienne Chameroy débuta à l’Opéra en février 1796 dans le rôle de Terpsichore dans le ballet Psyché. Une des plus jolies danseuses de l’Opéra, son talent lui mérita de nombreux admirateurs. Elle avait, dit Alphonse Royer, « la même vigueur et la même adresse que Vestris, et joignait à ces qualités une grâce inimitable. » En 1797, dans le ballet Anacréon chez Polycrate, elle exécuta par l’action de ses pieds, les notes, le trait, les trilles articulés par la clarinette de l’orchestre.

## Affaire des funérailles de Marie-Adrienne Chameroy

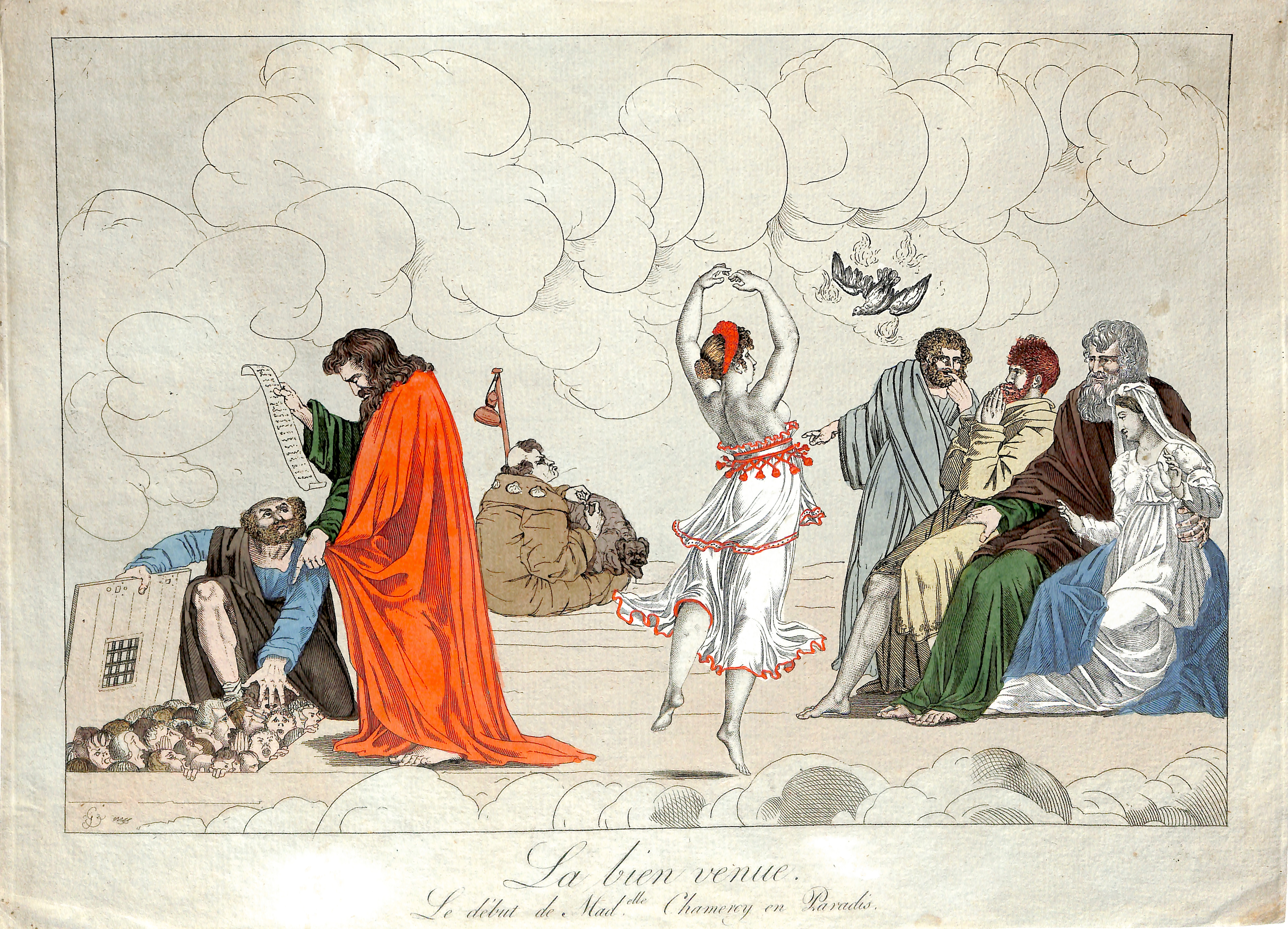
La bien venue. Le début de Mlle Chameroy en Paradis.

Morte, à l’âge de 23 ans, des suites d’une couche, ses funérailles, qui eurent lieu le 18 octobre, six mois environ après le rétablissement du culte en France, tournèrent à l’affaire d’État. Le traditionnel engouement des Parisiens pour les gens et les affaires du théâtre avait attroupé une foule nombreuse, où l’on échangeait des regrets sur cette mort prématurée, des confidences et des commentaires sur l’accouchement malheureux qui avait déterminé cette mort. Le cortège débouchait devant l’église Saint-Roch, lorsque les portes apparurent closes et démunies de tentures blanches. Le bruit se répandit que le curé Marduel refusait de recevoir le corps, non en raison de la vie peu édifiante et de la fin médiocrement chrétienne de la défunte, mais de l’antique interdit jeté par l’Église gallicane sur les comédiens.

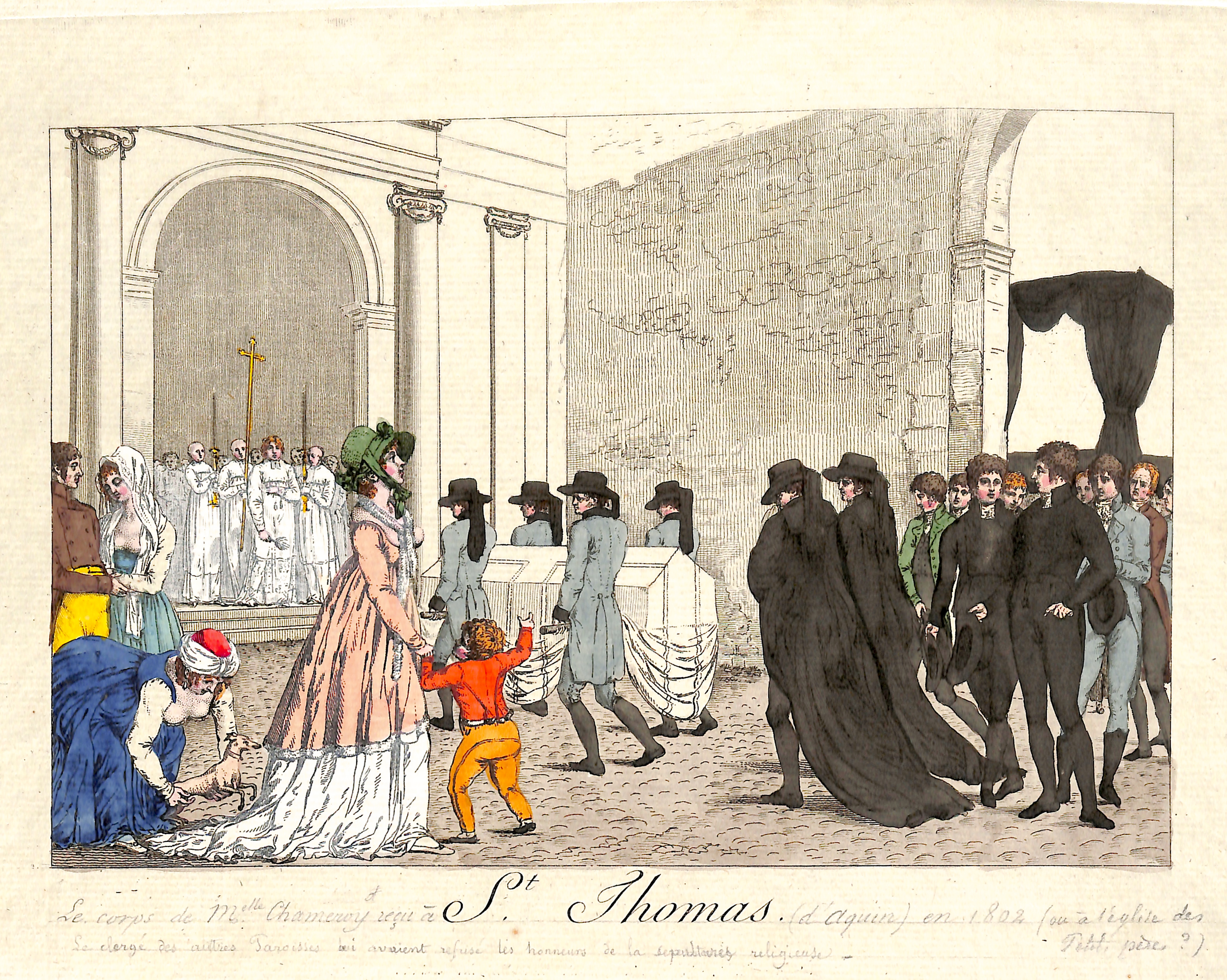
Le corps de Mlle Chameroy est reçu à St-Thomas (d'Aquin) en 1802 (ou à l'église des Petits-Pères ?). Le clergé des autres paroisses lui avait refusé les honneurs de la sépulture religieuse. De Vinck 8690.

Une manifestation s’ébaucha, trop bien réglée peut-être pour être tout à fait spontanée : la foule fit mine de vouloir défoncer les portes, mais Dazincourt, l’acteur du Français, se mit en frais d’éloquence et ramena le calme. Le convoi prit alors le chemin de l’église des Filles-Saint-Thomas dont le curé procéda aux prières d’usage avec son clergé.
Dans la soirée, une députation d’acteurs de l’Opéra et du théâtre de la République, vint avec indignation se plaindre à Portalis de l’affront fait à leur profession. Le conseiller d’État Joseph-Marie Portalis estima qu’il y avait quelque chose à faire pour prévenir le retour de semblables contestations : « Comme sur pareil objet il faut une règle sûre, surtout dans une ville comme Paris, où il existe un si grand nombre de théâtres, je vais écrire à M. l’archevêque pour m’entendre avec lui sur les principes d’après lesquels il doit diriger la conduite des curés de son diocèse. L’Église de France était la seule qui considérât comme excommuniées les personnes consacrées au théâtre. Cette manière de voir [...] est aujourd’hui inconciliable avec les idées qui se sont établies sur l’état civil des acteurs, depuis les règlements de l’Assemblée constituante. D’ailleurs, dans les principes d’une saine théologie, les curés doivent présumer que le défunt dont on présente le corps à l’église est mort dans des dispositions qui le rendent digne de l’application des secours spirituels. De plus, après la mort les hommes n’ont plus rien à juger ; ils ne peuvent savoir ce qui s’est passé dans les derniers moments dans l’âme du défunt ; ils ne doivent point affliger les vivants par des mesures indiscrètes, ni se permettre de s’expliquer sur des choses dont le jugement n’appartient qu’à Dieu… »
Quand le récit des scènes de Saint-Roch arriva à Saint-Cloud, l’affaire parut importune et fâcheuse à Bonaparte. Il se trouva même des nouvellistes pour attribuer son mécontentement au fait que la Chameroy avait été en dernier lieu maîtresse d’Eugène de Beauharnais, mais il énonçait ses vrais motifs d’humeur en écrivant à Portalis que « le curé de Saint-Roch s’est très mal conduit, religieusement et politiquement. » L’incident Chameroy avait à ses yeux le grave inconvénient de fournir un argument à ceux qui accusaient le Concordat d’avoir encouragé l’intolérance sacerdotale.
On discutait passionnément jusque dans les rangs du clergé, où cette affaire ressuscitait les vieilles divisions entre constitutionnels et insermentés. Exaspéré d’une agitation qui allait directement à l’encontre de sa politique d’apaisement, le Premier Consul jugea à propos de donner une leçon au clergé et une satisfaction aux philosophes ; le Moniteur du 30 vendémiaire publia une note anonyme qui exposait succinctement les faits, en passant sous silence les démarches officieuses des comédiens, et qui résumait en quelques lignes cinglantes les soi-disant principes théologiques développés dans la lettre confidentielle de Portalis : « [...] L’archevêque de Paris a ordonné trois mois de retraite au curé de Saint-Roch, afin qu’il puisse se souvenir que Jésus-Christ commande de prier même pour ses ennemis, et que, rappelé à ses devoirs par la méditation, il apprenne que toutes ces pratiques superstitieuses, conservées par quelques rituels, et qui, nées dans les temps d’ignorance ou créées par des cerveaux échauffés, dégradaient la religion par leurs niaiseries, ont été proscrites par le Concordat et par la loi du 18 germinal. »
L’émotion, l’agitation même n’étaient pas moindres dans le clergé. L’affaire ne rehaussait pas le prestige de l’archevêque, dont l’intervention disciplinaire avait été évidemment provoquée, commandée par le Premier Consul. On alla jusqu’à prétendre que le curé de Saint-Roch s’était conformé aux instructions épiscopales du nonagénaire et modéré archevêque Jean Baptiste de Belloy en refusant de recevoir le corps, et qu’à l’apparition de la note du Moniteur, trouvant le prélat soi-disant balbutiant et désemparé, il lui aurait dit : « Monseigneur, je vois bien qu’il faut une victime ; je me soumettrai volontiers à en servir. »
La situation, qui parut avoir fait craindre un moment, de voir les flambeaux du « fanatisme » le plus noir rallumés, finit pourtant par s’apaiser, et le résultat pratique de l’affaire des funérailles de la Chameroy fut que les vieilles censures ecclésiastiques contre les comédiens tombèrent définitivement en désuétude. Dans l’hiver qui suivit, on célébra sans difficulté aucune, le 13 décembre 1802, le service funèbre de l’acteur Molé à Saint-Sulpice et, le 30 janvier 1803, celui de la Raucourt à Saint-Thomas-d’Aquin. Un an plus tard, Marduel lui-même, au risque de s’attirer de nouveaux brocards, autorisa des actrices à chanter dans son église. C’est sans doute aussi le souvenir de l’enterrement de la Chameroy qui fit insérer dans le décret du 23 prairial an XII, sur les funérailles, cette disposition comminatoire, d’une application pourtant singulièrement épineuse : « Lorsque le ministre d’un culte, sous quelque prétexte que ce soit, se permettra de refuser son ministère pour l’inhumation d’un corps, l’autorité civile, soit d’office soit sur la réquisition de la famille, commettra un autre ministre du même culte pour remplir ces fonctions. » (Art. 19.) 
Ce triste épisode a donné lieu à un opuscule de huit pages d’Andrieux (Paris, Pierre, 1802, in-8°), intitulé Querelle de saint Roch et de saint Thomas sur l’ouverture du manoir céleste à Mlle Chameroy. Marie-Joseph Chénier rima une nouvelle sur saint Roch et saint Thomas et la police y mit le holà aux agissements de l’impresario d’un petit théâtre de la rue Saint-Jean-de-Beauvais qui se permettait d’imprimer à la fin de son affiche : Incessamment le Tartuffe, ou le Curé de Saint-Roch.